# Harzrundfahrt 1966
Die Harzrundfahrt 1966 war die 38. Austragung der traditionsreichen Harzrundfahrt. Die Radsportveranstaltung wurde als Eintagesrennen ausgetragen. Das Rennen fand am 3. Juli statt. Die Strecke war 187 Kilometer lang. Sieger wurde Bernd Knispel.

## Rennverlauf
Start und Ziel des Straßenrennens war Magdeburg. Die Harzrundfahrt gehörte in jener Saison zu den Auswahlrennen für die Bildung der Nationalmannschaft. Mehr als 60 Radrennfahrer der Leistungsklassen des DDR-Radsports und der Betriebssportgemeinschaften (BSG) waren am Start. 21 Minuten hatten die Spitzenfahrer an Vorgabe gegenüber den anderen Leistungsklassen aufzuholen. Nach 100 Kilometern waren die Vorgabefahrer eingeholt. Nach 148 Kilometern setzte sich Bernd Knispel ab und erreichte das Ziel in Magdeburg als Solist.

## Ergebnis
| Platz | Fahrer            | Verein               | Zeit (h)       |
| ----- | ----------------- | -------------------- | -------------- |
| 01.   | Bernd Knispel     | SC DHfK Leipzig      | 4:47:41        |
| 02.   | Rainer Marks      | SC DHfK Leipzig      | + 1:05 Minuten |
| 03.   | Dieter Mickein    | SC DHfK Leipzig      | gl. Zeit       |
| 04.   | Günter Hoffmann   | ASK Vorwärts Leipzig | gl. Zeit       |
| 05.   | Bernhard Eckstein | SC DHfK Leipzig      | gl. Zeit       |
| 06.   | Günter Liebold    | SC Dynamo Berlin     | gl. Zeit       |